# Yuki jezik
Yuki jezik (ISO 639-3: yuk), jezik kojim su govorili Indijanci Yuki s rijeke Eel River i njezinih pritoka na području američke savezne države Kalifornije. Pripada istoimenoj porodici yuki.
Pripadnici plemena, njih 1 200 (2000 A. Yamamoto), poglavito na rezervatu Round Valley i drugdje danas se služe engleskim jezikom [eng]

## Vanjske poveznice
- Ethnologue (14th)
- Ethnologue (15th)